# Großer Preis von Spanien (Motorrad)
Der Große Preis von Spanien für Motorräder ist ein Motorrad-Rennen, das seit 1950 ausgetragen wird und 1951 erstmals zur Motorrad-Weltmeisterschaft zählte. Er findet auf dem Circuito de Jerez nahe Jerez de la Frontera statt.

## Geschichte
Das Rennen wurde 1950 erstmals ausgetragen. Vorläufer war der Große Preis von Barcelona, der seit 1933 an gleicher Stelle veranstaltet wurde. Von 1951 bis 1955 hatte es erstmals WM-Status. Seit 1961 gehört der Grand Prix ununterbrochen zur Motorrad-WM. Zuerst wurde auf dem Circuit de Montjuïc und später auf dem Circuito del Jarama ausgetragen. Seit 1989 findet das Rennen auf dem Circuito de Jerez statt.

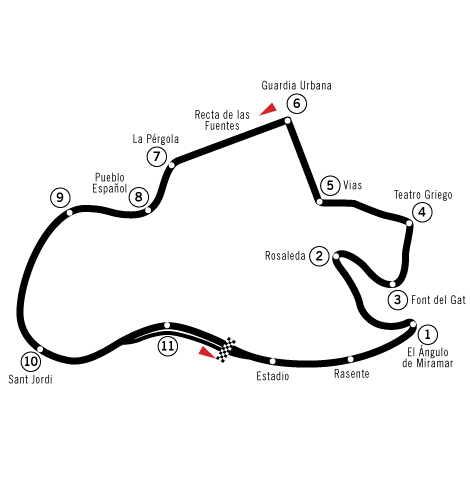
Circuit de Montjuïc
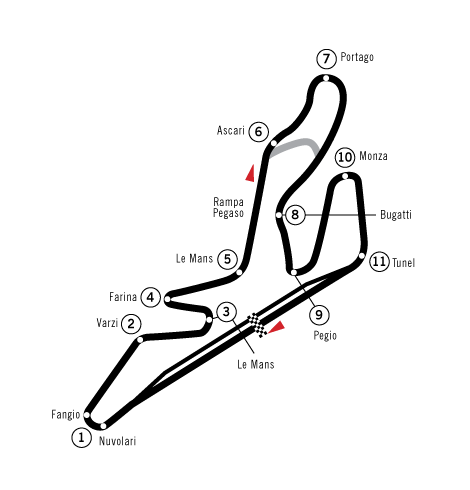
Circuito del Jarama
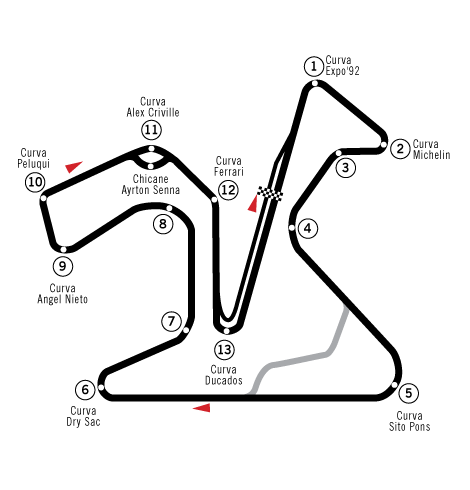
Circuito de Jerez

## Statistik

### Von 1950 bis 1972
(gefärbter Hintergrund = kein Rennen im Rahmen der Motorrad-Weltmeisterschaft)
| Auflage | Jahr | Strecke | Klasse | Sieger | Zweiter | Dritter | Schn. Rennrunde                                                                                                 |  |
| ------- | ---- | --- | --- | --- | --- | --- | --- |  |
| 1       | 1950 | Montjuïc | 125 cm³ | Nello Pagani (F.B Mondial)                                                                                      | unbekannt | unbekannt | unbekannt |  |
| 1       | 1950 | Montjuïc | 350 cm³ | Tommy Wood (Velocette)                                                                                          | unbekannt | unbekannt | unbekannt |  |
| 1       | 1950 | Montjuïc | 500 cm³ | Nello Pagani (Gilera)                                                                                           | unbekannt | unbekannt | unbekannt |  |
| 1       | 1950 | Montjuïc | Gespanne | Milani / unbekannt (Gilera)                                                                                     | unbekannt | unbekannt | unbekannt |  |
|         |      | | | | | | |  |
| 2       | 1951 | Montjuïc | 125 cm³ | Guido Leoni (F.B Mondial)                                                                                       | Carlo Ubbiali (F.B Mondial)                                                                                     | Vittorio Zanzi (Morini)                                                                                         | Carlo Ubbiali (F.B Mondial)                                                                                     |  |
| 2       | 1951 | Montjuïc | 350 cm³ | Tommy Wood (Velocette)                                                                                          | Leslie Graham (Velocette)                                                                                       | Bill Petch (A.J.S.)                                                                                             | Tommy Wood (Velocette)                                                                                          |  |
| 2       | 1951 | Montjuïc | 500 cm³ | Umberto Masetti (Gilera)                                                                                        | Tommy Wood (Norton)                                                                                             | Arciso Artesiani (MV Agusta)                                                                                    | Enrico Lorenzetti (Moto Guzzi)                                                                                  |  |
| 2       | 1951 | Montjuïc | Gespanne | Oliver / Dobelli (Norton)                                                                                       | Frigerio / Ricotti (Gilera)                                                                                     | Milani / Pizzocri (Gilera)                                                                                      | Oliver / Dobelli (Norton)                                                                                       |  |
|         |      | | | | | | |  |
| 3       | 1952 | Montjuïc | 125 cm³ | Emilio Mendogni (Morini)                                                                                        | Leslie Graham (MV Agusta)                                                                                       | Cecil Sandford (MV Agusta)                                                                                      | Emilio Mendogni (Morini)                                                                                        |  |
| 3       | 1952 | Montjuïc | 500 cm³ | Leslie Graham (MV Agusta)                                                                                       | Umberto Masetti (Gilera)                                                                                        | Ken Kavanagh (Norton)                                                                                           | Umberto Masetti (Gilera)                                                                                        |  |
| 3       | 1952 | Montjuïc | Gespanne | Oliver / Dobelli (Norton)                                                                                       | Drion / Inge Stoll (Norton)                                                                                     | Smith / Nutt (Norton)                                                                                           | Merlo / Magri (Gilera)                                                                                          |  |
|         |      | | | | | | |  |
| 4       | 1953 | Montjuïc | 125 cm³ | Angelo Copeta (MV Agusta)                                                                                       | Cecil Sandford (MV Agusta)                                                                                      | Rupert Hollaus (NSU)                                                                                            | Angelo Copeta (MV Agusta)                                                                                       |  |
| 4       | 1953 | Montjuïc | 250 cm³ | Enrico Lorenzetti (Moto Guzzi)                                                                                  | Ken Kavanagh (Moto Guzzi)                                                                                       | Fergus Anderson (Moto Guzzi)                                                                                    | Alano Montanari (Moto Guzzi)                                                                                    |  |
| 4       | 1953 | Montjuïc | 500 cm³ | Fergus Anderson (Moto Guzzi)                                                                                    | Carlo Bandirola (MV Agusta)                                                                                     | Dickie Dale (Gilera)                                                                                            | Fergus Anderson (Moto Guzzi)                                                                                    |  |
|         |      | | | | | | |  |
| 5       | 1954 | Montjuïc | 125 cm³ | Tarquinio Provini (F.B Mondial)                                                                                 | Roberto Colombo (MV Agusta)                                                                                     | José Antonio Elizalde (Montesa)                                                                                 | Carlo Ubbiali (MV Agusta)                                                                                       |  |
| 5       | 1954 | Montjuïc | 350 cm³ | Fergus Anderson (Moto Guzzi)                                                                                    | Duilio Agostini (Moto Guzzi)                                                                                    | John Grace (Norton)                                                                                             | Fergus Anderson (Moto Guzzi)                                                                                    |  |
| 5       | 1954 | Montjuïc | 500 cm³ | Dickie Dale (MV Agusta)                                                                                         | Ken Kavanagh (Moto Guzzi)                                                                                       | Nello Pagani (MV Agusta)                                                                                        | Ken Kavanagh (Moto Guzzi)                                                                                       |  |
|         |      | | | | | | |  |
| 6       | 1955 | Montjuïc | 125 cm³ | Luigi Taveri (MV Agusta)                                                                                        | Romolo Ferri (F.B Mondial)                                                                                      | Carlo Ubbiali (MV Agusta)                                                                                       | Luigi Taveri (MV Agusta)                                                                                        |  |
| 6       | 1955 | Montjuïc | 500 cm³ | Reg Armstrong (Gilera)                                                                                          | Carlo Bandirola (MV Agusta)                                                                                     | Umberto Masetti (MV Agusta)                                                                                     | Carlo Bandirola (MV Agusta)                                                                                     |  |
| 6       | 1955 | Montjuïc | Gespanne | Faust / Remmert (BMW)                                                                                           | Smith / Dibben (Norton)                                                                                         | Oliver / Bliss (Norton)                                                                                         | Faust / Remmert (BMW)                                                                                           |  |
|         |      | | | | | | |  |
|         | 1956 | Nachdem die FIM entschieden hatte, 1956 kein 500-cm³-Rennen auszutragen, wurde der gesamte Grand Prix abgesagt. | Nachdem die FIM entschieden hatte, 1956 kein 500-cm³-Rennen auszutragen, wurde der gesamte Grand Prix abgesagt. | Nachdem die FIM entschieden hatte, 1956 kein 500-cm³-Rennen auszutragen, wurde der gesamte Grand Prix abgesagt. | Nachdem die FIM entschieden hatte, 1956 kein 500-cm³-Rennen auszutragen, wurde der gesamte Grand Prix abgesagt. | Nachdem die FIM entschieden hatte, 1956 kein 500-cm³-Rennen auszutragen, wurde der gesamte Grand Prix abgesagt. | Nachdem die FIM entschieden hatte, 1956 kein 500-cm³-Rennen auszutragen, wurde der gesamte Grand Prix abgesagt. |  |
|         |      | | | | | | |  |
| 7       | 1957 | Montjuïc | 125 cm³ | Carlo Ubbiali (MV Agusta)                                                                                       | unbekannt | unbekannt | unbekannt |  |
| 7       | 1957 | Montjuïc | 500 cm³ | John Surtees (MV Agusta)                                                                                        | unbekannt | unbekannt | unbekannt |  |
| 7       | 1957 | Montjuïc | Gespanne | Schmid / Kölle (BMW)                                                                                            | unbekannt | unbekannt | unbekannt |  |
|         |      | | | | | | |  |
| 8       | 1958 | Montjuïc | 125 cm³ | Carlo Ubbiali (MV Agusta)                                                                                       | unbekannt | unbekannt | unbekannt |  |
| 8       | 1958 | Montjuïc | 250 cm³ | Carlo Ubbiali (MV Agusta)                                                                                       | unbekannt | unbekannt | unbekannt |  |
| 8       | 1958 | Montjuïc | 500 cm³ | John Surtees (MV Agusta)                                                                                        | unbekannt | unbekannt | unbekannt |  |
|         |      | | | | | | |  |
| 9       | 1959 | Montjuïc | 125 cm³ | Juan Elizalde (Montesa)                                                                                         | unbekannt | unbekannt | unbekannt |  |
| 9       | 1959 | Montjuïc | 350 cm³ | Ricardo Fargas (Ducati)                                                                                         | unbekannt | unbekannt | unbekannt |  |
| 9       | 1959 | Montjuïc | 500 cm³ | Peter Ferbrache (Matchless)                                                                                     | unbekannt | unbekannt | unbekannt |  |
| 9       | 1959 | Montjuïc | Gespanne | Scheidegger / Burkhardt (BMW)                                                                                   | unbekannt | unbekannt | unbekannt |  |
|         |      | | | | | | |  |
| 10      | 1960 | Montjuïc | 125 cm³ | Luigi Taveri (MV Agusta)                                                                                        | unbekannt | unbekannt | unbekannt |  |
| 10      | 1960 | Montjuïc | 500 cm³ | Jim Redman (Norton)                                                                                             | unbekannt | unbekannt | unbekannt |  |
| 10      | 1960 | Montjuïc | Gespanne | Camathias / Rüfenacht (BMW)                                                                                     | unbekannt | unbekannt | unbekannt |  |
|         |      | | | | | | |  |
| 11      | 1961 | Montjuïc | 125 cm³ | Tom Phillis (Honda)                                                                                             | Ernst Degner (MZ)                                                                                               | Jim Redman (Honda)                                                                                              | Mike Hailwood (EMC)                                                                                             |  |
| 11      | 1961 | Montjuïc | 250 cm³ | Gary Hocking (MV Agusta)                                                                                        | Tom Phillis (Honda)                                                                                             | Silvio Grassetti (Benelli)                                                                                      | Gary Hocking (MV Agusta)                                                                                        |  |
| 11      | 1961 | Montjuïc | Gespanne | Fath / Wohlgemuth (BMW)                                                                                         | Scheidegger / Burkhardt (BMW)                                                                                   | Strub / Huber (BMW)                                                                                             | Fath / Wohlgemuth (BMW)                                                                                         |  |
|         |      | | | | | | |  |
| 12      | 1962 | Montjuïc | 50 cm³ | Hans Georg Anscheidt (Kreidler)                                                                                 | José Busquets (Derbi)                                                                                           | Luigi Taveri (Honda)                                                                                            | Hans Georg Anscheidt (Kreidler)                                                                                 |  |
| 12      | 1962 | Montjuïc | 125 cm³ | Kunimitsu Takahashi (Honda)                                                                                     | Jim Redman (Honda)                                                                                              | Luigi Taveri (Honda)                                                                                            | Luigi Taveri (Honda)                                                                                            |  |
| 12      | 1962 | Montjuïc | 250 cm³ | Jim Redman (Honda)                                                                                              | Bob McIntyre (Honda)                                                                                            | Tom Phillis (Honda)                                                                                             | Tom Phillis (Honda)                                                                                             |  |
| 12      | 1962 | Montjuïc | Gespanne | Deubel / Hörner (BMW)                                                                                           | Camathias / Burkhardt (BMW)                                                                                     | Kölle / Hess (BMW)                                                                                              | Deubel / Hörner (BMW)                                                                                           |  |
|         |      | | | | | | |  |
| 13      | 1963 | Montjuïc | 50 cm³ | Hans Georg Anscheidt (Kreidler)                                                                                 | Hugh Anderson (Suzuki)                                                                                          | José Busquets (Derbi)                                                                                           | Hans Georg Anscheidt (Kreidler)                                                                                 |  |
| 13      | 1963 | Montjuïc | 125 cm³ | Luigi Taveri (Honda)                                                                                            | Jim Redman (Honda)                                                                                              | Kunimitsu Takahashi (Honda)                                                                                     | Luigi Taveri (Honda)                                                                                            |  |
| 13      | 1963 | Montjuïc | 250 cm³ | Tarquinio Provini (Morini)                                                                                      | Jim Redman (Honda)                                                                                              | Tommy Robb (Honda)                                                                                              | Tarquinio Provini (Morini)                                                                                      |  |
| 13      | 1963 | Montjuïc | Gespanne | Deubel / Hörner (BMW)                                                                                           | Kölle / Hess (BMW)                                                                                              | Camathias / Herzig (BMW)                                                                                        | Deubel / Hörner (BMW)                                                                                           |  |
|         |      | | | | | | |  |
| 14      | 1964 | Montjuïc | 50 cm³ | Hans Georg Anscheidt (Kreidler)                                                                                 | Hugh Anderson (Suzuki)                                                                                          | Mitsuo Itō (Suzuki)                                                                                             | Hans Georg Anscheidt (Kreidler)                                                                                 |  |
| 14      | 1964 | Montjuïc | 125 cm³ | Luigi Taveri (Honda)                                                                                            | Jim Redman (Honda)                                                                                              | Rex Avery (EMC)                                                                                                 | Luigi Taveri (Honda)                                                                                            |  |
| 14      | 1964 | Montjuïc | 250 cm³ | Tarquinio Provini (Benelli)                                                                                     | Jim Redman (Honda)                                                                                              | Phil Read (Yamaha)                                                                                              | Tarquinio Provini (Benelli)                                                                                     |  |
| 14      | 1964 | Montjuïc | Gespanne | Camathias / Gilera (Gilera)                                                                                     | Kölle / Hess (BMW)                                                                                              | Auerbacher / Heim (BMW)                                                                                         | Kölle / Hess (BMW)                                                                                              |  |
|         |      | | | | | | |  |
| 15      | 1965 | Montjuïc | 50 cm³ | Hugh Anderson (Suzuki)                                                                                          | Ralph Bryans (Honda)                                                                                            | José Busquets (Derbi)                                                                                           | Hugh Anderson (Suzuki)                                                                                          |  |
| 15      | 1965 | Montjuïc | 125 cm³ | Hugh Anderson (Suzuki)                                                                                          | Frank Perris (Suzuki)                                                                                           | Derek Woodman (MZ)                                                                                              | Frank Perris (Suzuki)                                                                                           |  |
| 15      | 1965 | Montjuïc | 250 cm³ | Phil Read (Yamaha)                                                                                              | Ramón Torras (Bultaco)                                                                                          | Mike Duff (Yamaha)                                                                                              | Phil Read (Yamaha)                                                                                              |  |
| 15      | 1965 | Montjuïc | Gespanne | Deubel / Hörner (BMW)                                                                                           | Scheidegger / Robinson (BMW)                                                                                    | Butscher / Kalauch (BMW)                                                                                        | Deubel / Hörner (BMW)                                                                                           |  |
|         |      | | | | | | |  |
| 16      | 1966 | Montjuïc | 50 cm³ | Luigi Taveri (Honda)                                                                                            | Hans Georg Anscheidt (Suzuki)                                                                                   | Ralph Bryans (Honda)                                                                                            | Hans Georg Anscheidt (Suzuki)                                                                                   |  |
| 16      | 1966 | Montjuïc | 125 cm³ | Bill Ivy (Yamaha)                                                                                               | Luigi Taveri (Honda)                                                                                            | Ralph Bryans (Honda)                                                                                            | Phil Read (Yamaha)                                                                                              |  |
| 16      | 1966 | Montjuïc | 250 cm³ | Mike Hailwood (Honda)                                                                                           | Derek Woodman (MZ)                                                                                              | Renzo Pasolini (Aermacchi)                                                                                      | Mike Hailwood (Honda)                                                                                           |  |
|         |      | | | | | | |  |
| 17      | 1967 | Montjuïc | 50 cm³ | Hans Georg Anscheidt (Suzuki)                                                                                   | Yoshimi Katayama (Suzuki)                                                                                       | Benjamín Grau (Derbi)                                                                                           | Yoshimi Katayama (Suzuki)                                                                                       |  |
| 17      | 1967 | Montjuïc | 125 cm³ | Bill Ivy (Yamaha)                                                                                               | Phil Read (Yamaha)                                                                                              | Yoshimi Katayama (Suzuki)                                                                                       | Bill Ivy (Yamaha)                                                                                               |  |
| 17      | 1967 | Montjuïc | 250 cm³ | Phil Read (Yamaha)                                                                                              | Ralph Bryans (Honda)                                                                                            | José Medrano (Bultaco)                                                                                          | Mike Hailwood (Honda)                                                                                           |  |
| 17      | 1967 | Montjuïc | Gespanne | Auerbacher / Dein (BMW)                                                                                         | Enders / Engelhardt (BMW)                                                                                       | Schauzu / Schneider (BMW)                                                                                       | Auerbacher / Dein (BMW)                                                                                         |  |
|         |      | | | | | | |  |
| 18      | 1968 | Montjuïc | 50 cm³ | Hans Georg Anscheidt (Suzuki)                                                                                   | Ángel Nieto (Derbi)                                                                                             | Barry Smith (Derbi)                                                                                             | Ángel Nieto (Derbi)                                                                                             |  |
| 18      | 1968 | Montjuïc | 125 cm³ | Salvador Cañellas (Bultaco)                                                                                     | Ginger Molloy (Bultaco)                                                                                         | Heinz Rosner (MZ)                                                                                               | Bill Ivy (Yamaha)                                                                                               |  |
| 18      | 1968 | Montjuïc | 250 cm³ | Phil Read (Yamaha)                                                                                              | Heinz Rosner (MZ)                                                                                               | Ginger Molloy (Bultaco)                                                                                         | Phil Read (Yamaha)                                                                                              |  |
| 18      | 1968 | Montjuïc | 500 cm³ | Giacomo Agostini (MV Agusta)                                                                                    | Jack Findlay (McIntyre-Matchless)                                                                               | John Dodds (Norton)                                                                                             | Giacomo Agostini (MV Agusta)                                                                                    |  |
|         |      | | | | | | |  |
| 19      | 1969 | Jarama | 50 cm³ | Aalt Toersen (Kreidler)                                                                                         | Ángel Nieto (Derbi)                                                                                             | Jan de Vries (Kreidler)                                                                                         | Ángel Nieto (Derbi)                                                                                             |  |
| 19      | 1969 | Jarama | 125 cm³ | Cees van Dongen (Suzuki)                                                                                        | Kent Andersson (Maico)                                                                                          | Walter Villa (Villa)                                                                                            | Salvador Cañellas (Yamaha)                                                                                      |  |
| 19      | 1969 | Jarama | 250 cm³ | Santiago Herrero (OSSA)                                                                                         | Kent Andersson (Yamaha)                                                                                         | Börje Jansson (Kawasaki)                                                                                        | Renzo Pasolini (Benelli)                                                                                        |  |
| 19      | 1969 | Jarama | 350 cm³ | Giacomo Agostini (MV Agusta)                                                                                    | Kel Carruthers (Aermacchi)                                                                                      | Giuseppe Visenzi (Yamaha)                                                                                       | Giacomo Agostini (MV Agusta)                                                                                    |  |
| 19      | 1969 | Jarama | 500 cm³ | Giacomo Agostini (MV Agusta)                                                                                    | Angelo Bergamonti (Paton)                                                                                       | Ginger Molloy (Bultaco)                                                                                         | Giacomo Agostini (MV Agusta)                                                                                    |  |
|         |      | | | | | | |  |
| 20      | 1970 | Montjuïc | 50 cm³ | Salvador Cañellas (Derbi)                                                                                       | Rudolf Kunz (Kreidler)                                                                                          | Jan de Vries (Kreidler)                                                                                         | Rudolf Kunz (Kreidler)                                                                                          |  |
| 20      | 1970 | Montjuïc | 125 cm³ | Ángel Nieto (Derbi)                                                                                             | Barry Sheene (Suzuki)                                                                                           | Börje Jansson (Maico)                                                                                           | Ángel Nieto (Derbi)                                                                                             |  |
| 20      | 1970 | Montjuïc | 250 cm³ | Kent Andersson (Yamaha)                                                                                         | Ginger Molloy (Yamaha)                                                                                          | Silvio Grassetti (Yamaha)                                                                                       | Kent Andersson (Yamaha)                                                                                         |  |
| 20      | 1970 | Montjuïc | 350 cm³ | Angelo Bergamonti (MV Agusta)                                                                                   | Rodney Gould (Yamaha)                                                                                           | Kent Andersson (Yamaha)                                                                                         | Angelo Bergamonti (MV Agusta)                                                                                   |  |
| 20      | 1970 | Montjuïc | 500 cm³ | Angelo Bergamonti (MV Agusta)                                                                                   | Ginger Molloy (Kawasaki)                                                                                        | Giuseppe Mandolini (Aermacchi)                                                                                  | Angelo Bergamonti (MV Agusta)                                                                                   |  |
|         |      | | | | | | |  |
| 21      | 1971 | Jarama | 50 cm³ | Jan de Vries (Kreidler)                                                                                         | Jarno Saarinen (Kreidler)                                                                                       | Herman Meijer (Hemeyla)                                                                                         | Jan de Vries (Kreidler)                                                                                         |  |
| 21      | 1971 | Jarama | 125 cm³ | Ángel Nieto (Derbi)                                                                                             | Chas Mortimer (Yamaha)                                                                                          | Barry Sheene (Suzuki)                                                                                           | Ángel Nieto (Derbi)                                                                                             |  |
| 21      | 1971 | Jarama | 250 cm³ | Jarno Saarinen (Yamaha)                                                                                         | Phil Read (Yamaha)                                                                                              | Chas Mortimer (Yamaha)                                                                                          | Jarno Saarinen (Yamaha)                                                                                         |  |
| 21      | 1971 | Jarama | 350 cm³ | Teuvo Länsivuori (Yamaha)                                                                                       | Kurt-Ivan Carlsson (Yamaha)                                                                                     | Werner Pfirter (Yamaha)                                                                                         | Jarno Saarinen (Yamaha)                                                                                         |  |
| 21      | 1971 | Jarama | 500 cm³ | Dave Simmonds (Kawasaki)                                                                                        | Kaarlo Koivuniemi (Seeley)                                                                                      | Éric Offenstadt (SMAC-Kawasaki)                                                                                 | Kurt-Ivan Carlsson (Yamaha)                                                                                     |  |
|         |      | | | | | | |  |
| 22      | 1972 | Montjuïc | 50 cm³ | Ángel Nieto (Derbi)                                                                                             | Jan de Vries (Kreidler)                                                                                         | Kent Andersson (Kreidler)                                                                                       | Ángel Nieto (Derbi)                                                                                             |  |
| 22      | 1972 | Montjuïc | 125 cm³ | Kent Andersson (Yamaha)                                                                                         | Chas Mortimer (Yamaha)                                                                                          | Ángel Nieto (Derbi)                                                                                             | Chas Mortimer (Yamaha)                                                                                          |  |
| 22      | 1972 | Montjuïc | 250 cm³ | Renzo Pasolini (Aermacchi)                                                                                      | Teuvo Länsivuori (Yamaha)                                                                                       | Barry Sheene (Yamaha)                                                                                           | Renzo Pasolini (Aermacchi)                                                                                      |  |
| 22      | 1972 | Montjuïc | 350 cm³ | Bruno Kneubühler (Yamaha)                                                                                       | Renzo Pasolini (Aermacchi)                                                                                      | János Drapál (Yamaha)                                                                                           | Teuvo Länsivuori (Yamaha)                                                                                       |  |
| 22      | 1972 | Montjuïc | 500 cm³ | Chas Mortimer (Yamaha)                                                                                          | Dave Simmonds (Kawasaki)                                                                                        | Jack Findlay (Jada-Suzuki)                                                                                      | Chas Mortimer (Yamaha)                                                                                          |  |

### Seit 1973
| Auflage | Jahr | Strecke  | Klasse           | Sieger                              | Zweiter                              | Dritter                             | Pole-Position                           | Schn. Rennrunde                         |
| ------- | ---- | -------- | ---------------- | ----------------------------------- | ------------------------------------ | ----------------------------------- | --------------------------------------- | --------------------------------------- |
| 23      | 1973 | Jarama   | 50 cm³           | Jan de Vries (Kreidler)             | Bruno Kneubühler (Kreidler)          | Henk van Kessel (Kreidler)          | Jan de Vries (Kreidler)                 | Bruno Kneubühler (Kreidler)             |
| 23      | 1973 | Jarama   | 125 cm³          | Chas Mortimer (Yamaha)              | Ángel Nieto (Morbidelli)             | Börje Jansson (Maico)               | Ángel Nieto (Morbidelli)                | Ángel Nieto (Morbidelli)                |
| 23      | 1973 | Jarama   | 250 cm³          | John Dodds (Yamaha)                 | Bruno Kneubühler (Yamaha)            | Chas Mortimer (Yamaha)              | John Dodds (Yamaha)                     | John Dodds (Yamaha)                     |
| 23      | 1973 | Jarama   | 350 cm³          | Eduardo Celso-Santos (Yamaha)       | Billie Nelson (Yamaha)               | Patrick Pons (Yamaha)               | John Dodds (Yamaha)                     | John Dodds (Yamaha)                     |
| 23      | 1973 | Jarama   | 500 cm³          | Phil Read (MV Agusta)               | Bruno Kneubühler (Yamaha)            | Werner Giger (Yamaha)               | Phil Read (MV Agusta)                   | Phil Read (MV Agusta)                   |
|         |      |          |                  |                                     |                                      |                                     |                                         |                                         |
| 24      | 1974 | Montjuïc | 50 cm³           | Henk van Kessel (Kreidler)          | Herbert Rittberger (Kreidler)        | Julien van Zeebroeck (Kreidler)     | Herbert Rittberger (Kreidler)           | Julien van Zeebroeck (Kreidler)         |
| 24      | 1974 | Montjuïc | 125 cm³          | Benjamín Grau (Derbi)               | Otello Buscherini (Malanca)          | Bruno Kneubühler (Yamaha)           | Kent Andersson (Yamaha)                 | Benjamín Grau (Derbi)                   |
| 24      | 1974 | Montjuïc | 250 cm³          | John Dodds (Yamaha)                 | Pentti Korhonen (Yamaha)             | Dieter Braun (Yamaha)               | Takazumi Katayama (Yamaha)              | Takazumi Katayama (Yamaha)              |
| 24      | 1974 | Montjuïc | 350 cm³          | Víctor Palomo (Yamaha)              | Dieter Braun (Yamaha)                | Olivier Chevallier (Yamaha)         | Patrick Pons (Yamaha)                   | Pentti Korhonen (Yamaha)                |
|         |      |          |                  |                                     |                                      |                                     |                                         |                                         |
| 25      | 1975 | Jarama   | 50 cm³           | Ángel Nieto (Kreidler)              | Julien van Zeebroeck (Kreidler)      | Stefan Dörflinger (Kreidler)        | Ángel Nieto (Kreidler)                  | Ángel Nieto (Kreidler)                  |
| 25      | 1975 | Jarama   | 125 cm³          | Paolo Pileri (Morbidelli)           | Kent Andersson (Yamaha)              | Bruno Kneubühler (Yamaha)           | Benjamín Grau (Derbi)                   | Benjamín Grau (Derbi)                   |
| 25      | 1975 | Jarama   | 250 cm³          | Walter Villa (Harley-Davidson)      | Patrick Pons (Yamaha)                | Benjamín Grau (Derbi)               | Walter Villa (Harley-Davidson)          | Walter Villa (Harley-Davidson)          |
| 25      | 1975 | Jarama   | 350 cm³          | Giacomo Agostini (Yamaha)           | Johnny Cecotto (Yamaha)              | Hideo Kanaya (Yamaha)               | Víctor Palomo (Yamaha)                  | Johnny Cecotto (Yamaha)                 |
|         |      |          |                  |                                     |                                      |                                     |                                         |                                         |
| 26      | 1976 | Montjuïc | 50 cm³           | Ángel Nieto (Bultaco)               | Herbert Rittberger (Kreidler)        | Eugenio Lazzarini (UFO)             | Ángel Nieto (Bultaco)                   | Ángel Nieto (Bultaco)                   |
| 26      | 1976 | Montjuïc | 125 cm³          | Pier Paolo Bianchi (Morbidelli)     | Ángel Nieto (Bultaco)                | Henk van Kessel (AGV-Condor)        | Ángel Nieto (Bultaco)                   | Pier Paolo Bianchi (Morbidelli)         |
| 26      | 1976 | Montjuïc | 250 cm³          | Gianfranco Bonera (Harley-Davidson) | Walter Villa (Harley-Davidson)       | Alan North (Yamaha)                 | Alan North (Yamaha)                     | Walter Villa (Harley-Davidson)          |
| 26      | 1976 | Montjuïc | 350 cm³          | Kork Ballington (Yamaha)            | Víctor Palomo (Yamaha)               | Franco Uncini (Yamaha)              | Walter Villa (Harley-Davidson)          | Franco Uncini (Yamaha)                  |
|         |      |          |                  |                                     |                                      |                                     |                                         |                                         |
| 27      | 1977 | Jarama   | 50 cm³           | Ángel Nieto (Bultaco)               | Eugenio Lazzarini (Kreidler)         | Ricardo Tormo (Bultaco)             | Ángel Nieto (Bultaco)                   | Eugenio Lazzarini (Kreidler)            |
| 27      | 1977 | Jarama   | 125 cm³          | Pier Paolo Bianchi (Morbidelli)     | Eugenio Lazzarini (Morbidelli)       | Jean-Louis Guignabodet (Morbidelli) | Pier Paolo Bianchi (Morbidelli)         | Pier Paolo Bianchi (Morbidelli)         |
| 27      | 1977 | Jarama   | 250 cm³          | Takazumi Katayama (Yamaha)          | Alan North (Yamaha)                  | Olivier Chevallier (Yamaha)         | Ken Nemoto (Yamaha)                     | Takazumi Katayama (Yamaha)              |
| 27      | 1977 | Jarama   | 350 cm³          | Michel Rougerie (Yamaha)            | Christian Sarron (Yamaha)            | Takazumi Katayama (Yamaha)          | Alan North (Yamaha)                     | Michel Rougerie (Yamaha)                |
|         |      |          |                  |                                     |                                      |                                     |                                         |                                         |
| 28      | 1978 | Jarama   | 50 cm³           | Eugenio Lazzarini (Kreidler)        | Ricardo Tormo (Bultaco)              | Patrick Plisson (ABF)               | Eugenio Lazzarini (Kreidler)            | Eugenio Lazzarini (Kreidler)            |
| 28      | 1978 | Jarama   | 125 cm³          | Eugenio Lazzarini (MBA)             | Thierry Espié (Motobécane)           | Harald Bartol (Morbidelli)          | Pier Paolo Bianchi (Minarelli)          | Eugenio Lazzarini (MBA)                 |
| 28      | 1978 | Jarama   | 250 cm³          | Gregg Hansford (Kawasaki)           | Kenny Roberts sr. (Yamaha)           | Franco Uncini (Yamaha)              | Kenny Roberts sr. (Yamaha)              | Gregg Hansford (Kawasaki)               |
| 28      | 1978 | Jarama   | 500 cm³          | Pat Hennen (Suzuki)                 | Kenny Roberts sr. (Yamaha)           | Takazumi Katayama (Yamaha)          | Kenny Roberts sr. (Yamaha)              | Kenny Roberts sr. (Yamaha)              |
|         |      |          |                  |                                     |                                      |                                     |                                         |                                         |
| 29      | 1979 | Jarama   | 50 cm³           | Eugenio Lazzarini (Kreidler)        | Patrick Plisson (ABF)                | Rolf Blatter (Kreidler)             | Eugenio Lazzarini (Kreidler)            | Eugenio Lazzarini (Kreidler)            |
| 29      | 1979 | Jarama   | 125 cm³          | Ángel Nieto (Minarelli)             | Thierry Espié (Motobécane)           | Walter Koschine (Fantic)            | Ángel Nieto (Minarelli)                 | Ángel Nieto (Minarelli)                 |
| 29      | 1979 | Jarama   | 250 cm³          | Kork Ballington (Kawasaki)          | Gregg Hansford (Kawasaki)            | Graziano Rossi (Morbidelli)         | Gregg Hansford (Kawasaki)               | Kork Ballington (Kawasaki)              |
| 29      | 1979 | Jarama   | 350 cm³          | Kork Ballington (Kawasaki)          | Gregg Hansford (Kawasaki)            | Michel Frutschi (Yamaha)            | Kork Ballington (Kawasaki)              | Sadao Asami (Yamaha)                    |
| 29      | 1979 | Jarama   | 500 cm³          | Kenny Roberts sr. (Yamaha)          | Wil Hartog (Suzuki)                  | Mike Baldwin (Suzuki)               | Mike Baldwin (Suzuki)                   | Kenny Roberts sr. (Yamaha)              |
|         |      |          |                  |                                     |                                      |                                     |                                         |                                         |
| 30      | 1980 | Jarama   | 50 cm³           | Eugenio Lazzarini (Iprem)           | Stefan Dörflinger (Kreidler)         | Henk van Kessel (Pentax-Sparta)     | Ricardo Tormo (Kreidler)                | Eugenio Lazzarini (Iprem)               |
| 30      | 1980 | Jarama   | 125 cm³          | Pier Paolo Bianchi (MBA)            | Iván Palazzese (MBA)                 | Bruno Kneubühler (MBA)              | Pier Paolo Bianchi (MBA)                | Guy Bertin (Motobécane)                 |
| 30      | 1980 | Jarama   | 250 cm³          | Kork Ballington (Kawasaki)          | Toni Mang (Kawasaki)                 | Thierry Espié (Yamaha)              | Kork Ballington (Kawasaki)              | Kork Ballington (Kawasaki)              |
| 30      | 1980 | Jarama   | 500 cm³          | Kenny Roberts sr. (Yamaha)          | Marco Lucchinelli (Suzuki)           | Randy Mamola (Suzuki)               | Kenny Roberts sr. (Yamaha)              | Kenny Roberts sr. (Yamaha)              |
|         |      |          |                  |                                     |                                      |                                     |                                         |                                         |
| 31      | 1981 | Jarama   | 50 cm³           | Ricardo Tormo (Bultaco)             | Stefan Dörflinger (Kreidler)         | Yves Dupont (ABF)                   | Ricardo Tormo (Bultaco)                 | Ricardo Tormo (Bultaco)                 |
| 31      | 1981 | Jarama   | 125 cm³          | Ángel Nieto (Minarelli)             | Iván Palazzese (MBA)                 | Pier Paolo Bianchi (MBA)            | Hans Müller (MBA)                       | Guy Bertin (Sanvenero)                  |
| 31      | 1981 | Jarama   | 250 cm³          | Toni Mang (Kawasaki)                | Jean-François Baldé (Kawasaki)       | Carlos Lavado (Yamaha)              | Toni Mang (Kawasaki)                    | Toni Mang (Kawasaki)                    |
| 31      | 1981 | Jarama   | Gespanne         | Biland / Waltisperg (LCR-Yamaha)    | Michel / Burkhard (Seymaz-Yamaha)    | Kumano / Takeshima (LCR-Yamaha)     | Biland / Waltisperg (LCR-Yamaha)        | Biland / Waltisperg (LCR-Yamaha)        |
|         |      |          |                  |                                     |                                      |                                     |                                         |                                         |
| 32      | 1982 | Jarama   | 50 cm³           | Stefan Dörflinger (Kreidler)        | Eugenio Lazzarini (Garelli)          | Claudio Lusuardi (Villa)            | Stefan Dörflinger (Kreidler)            | Stefan Dörflinger (Kreidler)            |
| 32      | 1982 | Jarama   | 125 cm³          | Ángel Nieto (Garelli)               | Eugenio Lazzarini (Garelli)          | Pierluigi Aldrovandi (MBA)          | Eugenio Lazzarini (Garelli)             | Eugenio Lazzarini (Garelli)             |
| 32      | 1982 | Jarama   | 250 cm³          | Carlos Lavado (Yamaha)              | Jean-Louis Tournadre (Yamaha)        | Toni Mang (Kawasaki)                | Jean-François Baldé (Kawasaki)          | Jean-François Baldé (Kawasaki)          |
| 32      | 1982 | Jarama   | 500 cm³          | Kenny Roberts sr. (Yamaha)          | Barry Sheene (Yamaha)                | Franco Uncini (Suzuki)              | Freddie Spencer (Honda)                 | Kenny Roberts sr. (Yamaha)              |
|         |      |          |                  |                                     |                                      |                                     |                                         |                                         |
| 33      | 1983 | Jarama   | 50 cm³           | Eugenio Lazzarini (Garelli)         | Stefan Dörflinger (Krauser-Kreidler) | Jorge Martínez (Bultaco)            | Eugenio Lazzarini (Garelli)             | Eugenio Lazzarini (Garelli)             |
| 33      | 1983 | Jarama   | 125 cm³          | Ángel Nieto (Garelli)               | Eugenio Lazzarini (Garelli)          | Pier Paolo Bianchi (Sanvenero)      | Maurizio Vitali (MBA)                   | Eugenio Lazzarini (Garelli)             |
| 33      | 1983 | Jarama   | 250 cm³          | Hervé Guilleux (Kawasaki)           | Christian Sarron (Yamaha)            | Martin Wimmer (Yamaha)              | Jean-François Baldé (Chevallier-Yamaha) | Jean-François Baldé (Chevallier-Yamaha) |
| 33      | 1983 | Jarama   | 500 cm³          | Freddie Spencer (Honda)             | Kenny Roberts sr. (Yamaha)           | Takazumi Katayama (Honda)           | Freddie Spencer (Honda)                 | Kenny Roberts sr. (Yamaha)              |
|         |      |          |                  |                                     |                                      |                                     |                                         |                                         |
| 34      | 1984 | Jarama   | 80 cm³           | Pier Paolo Bianchi (HuVo-Casal)     | Henk van Kessel (HuVo-Casal)         | Hans Müller (Sachs)                 | Jorge Martínez (Derbi)                  | Hubert Abold (Zündapp)                  |
| 34      | 1984 | Jarama   | 125 cm³          | Ángel Nieto (Garelli)               | Eugenio Lazzarini (Garelli)          | Hans Müller (MBA)                   | Maurizio Vitali (MBA)                   | Ángel Nieto (Garelli)                   |
| 34      | 1984 | Jarama   | 250 cm³          | Sito Pons (Cobas-Rotax)             | Christian Sarron (Yamaha)            | Carlos Lavado (Yamaha)              | Carlos Cardús (Cobas-Rotax)             | Jean-François Baldé (Pernod)            |
| 34      | 1984 | Jarama   | 500 cm³          | Eddie Lawson (Honda)                | Randy Mamola (Yamaha)                | Raymond Roche (Yamaha)              | Eddie Lawson (Honda)                    | Eddie Lawson (Honda)                    |
|         |      |          |                  |                                     |                                      |                                     |                                         |                                         |
| 35      | 1985 | Jarama   | 80 cm³           | Jorge Martínez (Derbi)              | Stefan Dörflinger (Krauser)          | Manuel Herreros (Derbi)             | Stefan Dörflinger (Krauser)             | Jorge Martínez (Derbi)                  |
| 35      | 1985 | Jarama   | 125 cm³          | Pier Paolo Bianchi (MBA)            | Fausto Gresini (Garelli)             | Domenico Brigaglia (MBA)            | Luca Cadalora (MBA)                     | Pier Paolo Bianchi (MBA)                |
| 35      | 1985 | Jarama   | 250 cm³          | Carlos Lavado (Yamaha)              | Martin Wimmer (Yamaha)               | Toni Mang (Honda)                   | Freddie Spencer (Honda)                 | Freddie Spencer (Honda)                 |
| 35      | 1985 | Jarama   | 500 cm³          | Freddie Spencer (Honda)             | Eddie Lawson (Yamaha)                | Christian Sarron (Yamaha)           | Eddie Lawson (Yamaha)                   | Freddie Spencer (Honda)                 |
|         |      |          |                  |                                     |                                      |                                     |                                         |                                         |
| 36      | 1986 | Jarama   | 80 cm³           | Jorge Martínez (Derbi)              | Ángel Nieto (Derbi)                  | Manuel Herreros (Derbi)             | Jorge Martínez (Derbi)                  | Jorge Martínez (Derbi)                  |
| 36      | 1986 | Jarama   | 125 cm³          | Fausto Gresini (Garelli)            | Domenico Brigaglia (Ducados-MBA)     | Ezio Gianola (MBA)                  | Fausto Gresini (Garelli)                | Fausto Gresini (Garelli)                |
| 36      | 1986 | Jarama   | 250 cm³          | Carlos Lavado (Yamaha)              | Toni Mang (Honda)                    | Sito Pons (Honda)                   | Martin Wimmer (Yamaha)                  | Martin Wimmer (Yamaha)                  |
| 36      | 1986 | Jarama   | 500 cm³          | Wayne Gardner (Honda)               | Eddie Lawson (Yamaha)                | Mike Baldwin (Yamaha)               | Freddie Spencer (Yamaha)                | Wayne Gardner (Honda)                   |
|         |      |          |                  |                                     |                                      |                                     |                                         |                                         |
| 37      | 1987 | Jerez    | 80 cm³           | Jorge Martínez (Derbi)              | Àlex Crivillé (Derbi)                | Julián Miralles (Derbi)             | Jorge Martínez (Derbi)                  | Àlex Crivillé (Derbi)                   |
| 37      | 1987 | Jerez    | 125 cm³          | Fausto Gresini (Garelli)            | Domenico Brigaglia (LCR-MBA)         | Paolo Casoli (LCR-MBA)              | Domenico Brigaglia (LCR-MBA)            | Domenico Brigaglia (LCR-MBA)            |
| 37      | 1987 | Jerez    | 250 cm³          | Martin Wimmer (Yamaha)              | Luca Cadalora (Yamaha)               | Joan Garriga (Yamaha)               | Luca Cadalora (Yamaha)                  | Martin Wimmer (Yamaha)                  |
| 37      | 1987 | Jerez    | 500 cm³          | Wayne Gardner (Honda)               | Eddie Lawson (Yamaha)                | Ron Haslam (Elf-Honda)              | Eddie Lawson (Yamaha)                   | Wayne Gardner (Honda)                   |
| 37      | 1987 | Jerez    | Gespanne         | Webster / Hewitt (LCR-Krauser)      | Michel / Fresc (LCR-Krauser)         | Zurbrügg / Zurbrügg (LCR-Yamaha)    | Biland / Waltisperg (LCR-Krauser)       | Biland / Waltisperg (LCR-Krauser)       |
|         |      |          |                  |                                     |                                      |                                     |                                         |                                         |
| 38      | 1988 | Jarama   | 80 cm³           | Stefan Dörflinger (Krauser)         | Jorge Martínez (Derbi)               | Àlex Crivillé (Derbi)               | Jorge Martínez (Derbi)                  | Àlex Crivillé (Derbi)                   |
| 38      | 1988 | Jarama   | 125 cm³          | Jorge Martínez (Derbi)              | Julián Miralles (Honda)              | Gastone Grassetti (Honda)           | Jorge Martínez (Derbi)                  | Jorge Martínez (Derbi)                  |
| 38      | 1988 | Jarama   | 250 cm³          | Sito Pons(Honda)                    | Joan Garriga (Yamaha)                | J.-P. Ruggia (Yamaha)               | Carlos Cardús (Honda)                   | Sito Pons(Honda)                        |
| 38      | 1988 | Jarama   | 500 cm³          | Kevin Magee (Yamaha)                | Eddie Lawson (Yamaha)                | Wayne Gardner (Honda)               | Kevin Magee (Yamaha)                    | Kevin Magee (Yamaha)                    |
|         |      |          |                  |                                     |                                      |                                     |                                         |                                         |
| 39      | 1989 | Jerez    | 80 cm³           | Herri Torrontegui (Krauser)         | Stefan Dörflinger (Krauser)          | Peter Öttl (Krauser)                | Stefan Dörflinger (Krauser)             | Stefan Dörflinger (Krauser)             |
| 39      | 1989 | Jerez    | 125 cm³          | Àlex Crivillé (JJ Cobas-Rotax)      | Jorge Martínez (Derbi)               | Kohji Takada (Honda)                | Àlex Crivillé (JJ Cobas-Rotax)          | Àlex Crivillé (JJ Cobas-Rotax)          |
| 39      | 1989 | Jerez    | 250 cm³          | Luca Cadalora (Yamaha)              | Sito Pons(Honda)                     | J.-P. Ruggia (Yamaha)               | Luca Cadalora (Yamaha)                  | Joan Garriga (Yamaha)                   |
| 39      | 1989 | Jerez    | 500 cm³          | Eddie Lawson (Honda)                | Wayne Rainey (Yamaha)                | Niall Mackenzie (Suzuki)            | Wayne Rainey (Yamaha)                   | Wayne Rainey (Suzuki)                   |
|         |      |          |                  |                                     |                                      |                                     |                                         |                                         |
| 40      | 1990 | Jerez    | 125 cm³          | Jorge Martínez (JJ Cobas-Rotax)     | Stefan Prein (Honda)                 | Fausto Gresini (Honda)              | Jorge Martínez (JJ Cobas-Rotax)         | Stefan Prein (Honda)                    |
| 40      | 1990 | Jerez    | 250 cm³          | John Kocinski (Yamaha)              | Luca Cadalora (Yamaha)               | Helmut Bradl (Honda)                | Helmut Bradl (Honda)                    | Luca Cadalora (Yamaha)                  |
| 40      | 1990 | Jerez    | 500 cm³          | Wayne Gardner (Honda)               | Wayne Rainey (Yamaha)                | Kevin Schwantz (Suzuki)             | Mick Doohan (Honda)                     | Mick Doohan (Honda)                     |
| 40      | 1990 | Jerez    | Gespanne         | Webster / Simmons (LCR-Krauser)     | Michel / Birchall (LCR-Krauser)      | Biland / Waltisperg (LCR-Krauser)   | Webster / Simmons (LCR-Krauser)         | Webster / Simmons (LCR-Krauser)         |
|         |      |          |                  |                                     |                                      |                                     |                                         |                                         |
| 41      | 1991 | Jerez    | 125 cm³          | Noboru Ueda (Honda)                 | Loris Capirossi (Honda)              | Fausto Gresini (Honda)              | Noboru Ueda (Honda)                     | Ezio Gianola (Derbi)                    |
| 41      | 1991 | Jerez    | 250 cm³          | Helmut Bradl (Honda)                | Luca Cadalora (Honda)                | Loris Reggiani (Aprilia)            | Helmut Bradl (Honda)                    | Helmut Bradl (Honda)                    |
| 41      | 1991 | Jerez    | 500 cm³          | Mick Doohan (Honda)                 | John Kocinski (Yamaha)               | Wayne Rainey (Yamaha)               | Wayne Rainey (Yamaha)                   | Wayne Rainey (Yamaha)                   |
| 41      | 1991 | Jerez    | Gespanne         | Webster / Simmons (LCR-Krauser)     | Güdel / Güdel (LCR-Krauser)          | Abbott / Smith (LCR-Krauser)        | Michel / Birchall (LCR-Krauser)         | Webster / Simmons (LCR-Krauser)         |
|         |      |          |                  |                                     |                                      |                                     |                                         |                                         |
| 42      | 1992 | Jerez    | 125 cm³          | Ralf Waldmann (Aprilia)             | Fausto Gresini (Honda)               | Carlos Giró junior (Aprilia)        | Kazuto Sakata (Honda)                   | Gabriele Debbia (Honda)                 |
| 42      | 1992 | Jerez    | 250 cm³          | Loris Reggiani (Aprilia)            | Helmut Bradl (Honda)                 | Masahiro Shimizu (Honda)            | Luca Cadalora (Honda)                   | Loris Reggiani (Aprilia)                |
| 42      | 1992 | Jerez    | 500 cm³          | Mick Doohan (Honda)                 | Wayne Rainey (Yamaha)                | Niall Mackenzie (Yamaha)            | Mick Doohan (Honda)                     | Mick Doohan (Honda)                     |
| 42      | 1992 | Jerez    | Gespanne         | Webster / Simmons (LCR-ADM)         | Klaffenböck / Parzer (LCR-ADM)       | Brindley / Whiteside (LCR-Yamaha)   | Dixon / Dixon (LCR-Krauser)             | Webster / Simmons (LCR-ADM)             |
|         |      |          |                  |                                     |                                      |                                     |                                         |                                         |
| 43      | 1993 | Jerez    | 125 cm³          | Kazuto Sakata (Honda)               | Ralf Waldmann (Aprilia)              | Takeshi Tsujimura (Honda)           | Dirk Raudies (Honda)                    | Ralf Waldmann (Aprilia)                 |
| 43      | 1993 | Jerez    | 250 cm³          | Tetsuya Harada (Yamaha)             | Max Biaggi (Honda)                   | Jean-Philippe Ruggia (Aprilia)      | Tetsuya Harada (Yamaha)                 | Tetsuya Harada (Yamaha)                 |
| 43      | 1993 | Jerez    | 500 cm³          | Kevin Schwantz (Suzuki)             | Wayne Rainey (Yamaha)                | Daryl Beattie (Honda)               | Kevin Schwantz (Suzuki)                 | Alex Barros (Suzuki)                    |
|         |      |          |                  |                                     |                                      |                                     |                                         |                                         |
| 44      | 1994 | Jerez    | 125 cm³          | Kazuto Sakata (Aprilia)             | Peter Öttl (Aprilia)                 | Herri Torrontegui (Aprilia)         | Kazuto Sakata (Aprilia)                 | Peter Öttl (Aprilia)                    |
| 44      | 1994 | Jerez    | 250 cm³          | Jean-Philippe Ruggia (Aprilia)      | Doriano Romboni (Honda)              | Tadayuki Okada (Honda)              | Loris Capirossi (Honda)                 | Max Biaggi (Aprilia)                    |
| 44      | 1994 | Jerez    | 500 cm³          | Mick Doohan (Honda)                 | Kevin Schwantz (Suzuki)              | John Kocinski (Cagiva)              | Kevin Schwantz (Suzuki)                 | Kevin Schwantz (Suzuki)                 |
|         |      |          |                  |                                     |                                      |                                     |                                         |                                         |
| 45      | 1995 | Jerez    | 125 cm³          | Haruchika Aoki (Honda)              | Stefano Perugini (Aprilia)           | Dirk Raudies (Honda)                | Kazuto Sakata (Aprilia)                 | Dirk Raudies (Honda)                    |
| 45      | 1995 | Jerez    | 250 cm³          | Tetsuya Harada (Yamaha)             | Max Biaggi (Aprilia)                 | Luis d’Antin (Honda)                | Tetsuya Harada (Yamaha)                 | Tetsuya Harada (Yamaha)                 |
| 45      | 1995 | Jerez    | 500 cm³          | Alberto Puig (Honda)                | Luca Cadalora (Yamaha)               | Àlex Crivillé (Honda)               | Mick Doohan (Honda)                     | Alberto Puig (Honda)                    |
|         |      |          |                  |                                     |                                      |                                     |                                         |                                         |
| 46      | 1996 | Jerez    | 125 cm³          | Haruchika Aoki (Honda)              | Emilio Alzamora (Honda)              | Noboru Ueda (Honda)                 | Jorge Martínez (Aprilia)                | Kazuto Sakata (Aprilia)                 |
| 46      | 1996 | Jerez    | 250 cm³          | Max Biaggi (Aprilia)                | Tetsuya Harada (Yamaha)              | Ralf Waldmann (Honda)               | Max Biaggi (Aprilia)                    | Max Biaggi (Aprilia)                    |
| 46      | 1996 | Jerez    | 500 cm³          | Mick Doohan (Honda)                 | Luca Cadalora (Honda)                | Tadayuki Okada (Honda)              | Mick Doohan (Honda)                     | Luca Cadalora (Honda)                   |
|         |      |          |                  |                                     |                                      |                                     |                                         |                                         |
| 47      | 1997 | Jerez    | 125 cm³          | Valentino Rossi (Aprilia)           | Noboru Ueda (Honda)                  | Jorge Martínez (Aprilia)            | Jorge Martínez (Aprilia)                | Valentino Rossi (Aprilia)               |
| 47      | 1997 | Jerez    | 250 cm³          | Ralf Waldmann (Honda)               | Tetsuya Harada (Aprilia)             | Max Biaggi (Honda)                  | Ralf Waldmann (Honda)                   | Ralf Waldmann (Honda)                   |
| 47      | 1997 | Jerez    | 500 cm³          | Àlex Crivillé (Honda)               | Mick Doohan (Honda)                  | Tadayuki Okada (Honda)              | Tadayuki Okada (Honda)                  | Àlex Crivillé (Honda)                   |
|         |      |          |                  |                                     |                                      |                                     |                                         |                                         |
| 48      | 1998 | Jerez    | 125 cm³          | Kazuto Sakata (Aprilia)             | Tomomi Manako (Honda)                | Mirko Giansanti (Honda)             | Roberto Locatelli (Honda)               | Tomomi Manako (Honda)                   |
| 48      | 1998 | Jerez    | 250 cm³          | Loris Capirossi (Aprilia)           | Valentino Rossi (Aprilia)            | Olivier Jacque (Honda)              | Loris Capirossi (Aprilia)               | Loris Capirossi (Aprilia)               |
| 48      | 1998 | Jerez    | 500 cm³          | Àlex Crivillé (Honda)               | Mick Doohan (Honda)                  | Max Biaggi (Honda)                  | Carlos Checa (Honda)                    | Àlex Crivillé (Honda)                   |
|         |      |          |                  |                                     |                                      |                                     |                                         |                                         |
| 49      | 1999 | Jerez    | 125 cm³          | Masao Azuma (Honda)                 | Lucio Cecchinello (Honda)            | Emilio Alzamora (Honda)             | Masao Azuma (Honda)                     | Masao Azuma (Honda)                     |
| 49      | 1999 | Jerez    | 250 cm³          | Valentino Rossi (Aprilia)           | Tōru Ukawa (Honda)                   | Loris Capirossi (Honda)             | Shin’ya Nakano (Yamaha)                 | Shin’ya Nakano (Yamaha)                 |
| 49      | 1999 | Jerez    | 500 cm³          | Àlex Crivillé (Honda)               | Max Biaggi (Yamaha)                  | Sete Gibernau (Honda)               | Àlex Crivillé (Honda)                   | Àlex Crivillé (Honda)                   |
|         |      |          |                  |                                     |                                      |                                     |                                         |                                         |
| 50      | 2000 | Jerez    | 125 cm³          | Emilio Alzamora (Honda)             | Mirko Giansanti (Honda)              | Roberto Locatelli (Aprilia)         | Roberto Locatelli (Aprilia)             | Roberto Locatelli (Aprilia)             |
| 50      | 2000 | Jerez    | 250 cm³          | Ralf Waldmann (Aprilia)             | Daijirō Katō (Honda)                 | Tōru Ukawa (Honda)                  | Ralf Waldmann (Aprilia)                 | Ralf Waldmann (Aprilia)                 |
| 50      | 2000 | Jerez    | 500 cm³          | Kenny Roberts junior (Suzuki)       | Carlos Checa (Yamaha)                | Valentino Rossi (Honda)             | Kenny Roberts junior (Suzuki)           | Kenny Roberts junior (Suzuki)           |
|         |      |          |                  |                                     |                                      |                                     |                                         |                                         |
| 51      | 2001 | Jerez    | 125 cm³          | Masao Azuma (Honda)                 | Lucio Cecchinello (Aprilia)          | Gino Borsoi (Aprilia)               | Yōichi Ui (Derbi)                       | Masao Azuma (Honda)                     |
| 51      | 2001 | Jerez    | 250 cm³          | Daijirō Katō (Honda)                | Tetsuya Harada (Aprilia)             | Marco Melandri (Aprilia)            | Daijirō Katō (Honda)                    | Daijirō Katō (Honda)                    |
| 51      | 2001 | Jerez    | 500 cm³          | Valentino Rossi (Honda)             | Norick Abe (Yamaha)                  | Àlex Crivillé (Honda)               | Valentino Rossi (Honda)                 | Valentino Rossi (Honda)                 |
|         |      |          |                  |                                     |                                      |                                     |                                         |                                         |
| 52      | 2002 | Jerez    | 125 cm³          | Lucio Cecchinello (Aprilia)         | Arnaud Vincent (Aprilia)             | Steve Jenkner (Aprilia)             | Pablo Nieto (Aprilia)                   | Lucio Cecchinello (Aprilia)             |
| 52      | 2002 | Jerez    | 250 cm³          | Fonsi Nieto (Aprilia)               | Roberto Rolfo (Honda)                | Emilio Alzamora (Honda)             | Franco Battaini (Aprilia)               | Fonsi Nieto (Aprilia)                   |
| 52      | 2002 | Jerez    | MotoGP           | Valentino Rossi (Honda)             | Daijirō Katō (Honda)                 | Tōru Ukawa (Honda)                  | Valentino Rossi (Honda)                 | Valentino Rossi (Honda)                 |
|         |      |          |                  |                                     |                                      |                                     |                                         |                                         |
| 53      | 2003 | Jerez    | 125 cm³          | Lucio Cecchinello (Aprilia)         | Steve Jenkner (Aprilia)              | Alex De Angelis (Aprilia)           | Pablo Nieto (Aprilia)                   | Stefano Perugini (Aprilia)              |
| 53      | 2003 | Jerez    | 250 cm³          | Toni Elías (Aprilia)                | Roberto Rolfo (Honda)                | Randy De Puniet (Aprilia)           | Randy De Puniet (Aprilia)               | Manuel Poggiali (Aprilia)               |
| 53      | 2003 | Jerez    | MotoGP           | Valentino Rossi (Honda)             | Max Biaggi (Honda)                   | Troy Bayliss (Ducati)               | Loris Capirossi (Ducati)                | Valentino Rossi (Honda)                 |
|         |      |          |                  |                                     |                                      |                                     |                                         |                                         |
| 54      | 2004 | Jerez    | 125 cm³          | Marco Simoncelli (Aprilia)          | Steve Jenkner (Aprilia)              | Héctor Barberá (Aprilia)            | Marco Simoncelli (Aprilia)              | Steve Jenkner (Aprilia)                 |
| 54      | 2004 | Jerez    | 250 cm³          | Roberto Rolfo (Honda)               | Randy De Puniet (Aprilia)            | Fonsi Nieto (Aprilia)               | Sebastián Porto (Aprilia)               | Roberto Rolfo (Honda)                   |
| 54      | 2004 | Jerez    | MotoGP           | Sete Gibernau (Honda)               | Max Biaggi (Honda)                   | Alex Barros (Honda)                 | Valentino Rossi (Yamaha)                | Sete Gibernau (Honda)                   |
|         |      |          |                  |                                     |                                      |                                     |                                         |                                         |
| 55      | 2005 | Jerez    | 125 cm³          | Marco Simoncelli (Aprilia)          | Mattia Pasini (Aprilia)              | Manuel Poggiali (Gilera)            | Marco Simoncelli (Aprilia)              | Pablo Nieto (Derbi)                     |
| 55      | 2005 | Jerez    | 250 cm³          | Dani Pedrosa (Honda)                | Sebastián Porto (Aprilia)            | Alex De Angelis (Aprilia)           | Dani Pedrosa (Honda)                    | Randy De Puniet (Aprilia)               |
| 55      | 2005 | Jerez    | MotoGP           | Valentino Rossi (Yamaha)            | Sete Gibernau (Honda)                | Marco Melandri (Honda)              | Valentino Rossi (Yamaha)                | Valentino Rossi (Yamaha)                |
|         |      |          |                  |                                     |                                      |                                     |                                         |                                         |
| 56      | 2006 | Jerez    | 125 cm³          | Álvaro Bautista (Aprilia)           | Lukáš Pešek (Derbi)                  | Mattia Pasini (Aprilia)             | Mattia Pasini (Aprilia)                 | Lukáš Pešek (Derbi)                     |
| 56      | 2006 | Jerez    | 250 cm³          | Jorge Lorenzo (Aprilia)             | Alex De Angelis (Aprilia)            | Andrea Dovizioso (Honda)            | Jorge Lorenzo (Aprilia)                 | Héctor Barberá (Aprilia)                |
| 56      | 2006 | Jerez    | MotoGP           | Loris Capirossi (Ducati)            | Dani Pedrosa (Honda)                 | Nicky Hayden (Honda)                | Loris Capirossi (Ducati)                | Loris Capirossi (Ducati)                |
|         |      |          |                  |                                     |                                      |                                     |                                         |                                         |
| 57      | 2007 | Jerez    | 125 cm³          | Gábor Talmácsi (Aprilia)            | Lukáš Pešek (Derbi)                  | Héctor Faubel (Aprilia)             | Mattia Pasini (Aprilia)                 | Gábor Talmácsi (Aprilia)                |
| 57      | 2007 | Jerez    | 250 cm³          | Jorge Lorenzo (Aprilia)             | Álvaro Bautista (Aprilia)            | Andrea Dovizioso (Honda)            | Jorge Lorenzo (Aprilia)                 | Alex De Angelis (Aprilia)               |
| 57      | 2007 | Jerez    | MotoGP           | Valentino Rossi (Yamaha)            | Dani Pedrosa (Honda)                 | Colin Edwards (Yamaha)              | Dani Pedrosa (Honda)                    | Valentino Rossi (Yamaha)                |
|         |      |          |                  |                                     |                                      |                                     |                                         |                                         |
| 58      | 2008 | Jerez    | 125 cm³          | Simone Corsi (Aprilia)              | Nicolás Terol (Aprilia)              | Bradley Smith (Aprilia)             | Bradley Smith (Aprilia)                 | Simone Corsi (Aprilia)                  |
| 58      | 2008 | Jerez    | 250 cm³          | Mika Kallio (KTM)                   | Mattia Pasini (Aprilia)              | Yūki Takahashi (Honda)              | Álvaro Bautista (Aprilia)               | Marco Simoncelli (Gilera)               |
| 58      | 2008 | Jerez    | MotoGP           | Dani Pedrosa (Honda)                | Valentino Rossi (Yamaha)             | Jorge Lorenzo (Yamaha)              | Jorge Lorenzo (Yamaha)                  | Dani Pedrosa (Honda)                    |
|         |      |          |                  |                                     |                                      |                                     |                                         |                                         |
| 59      | 2009 | Jerez    | 125 cm³          | Bradley Smith (Aprilia)             | Sergio Gadea (Aprilia)               | Marc Márquez (KTM)                  | Julián Simón (Aprilia)                  | Julián Simón (Aprilia)                  |
| 59      | 2009 | Jerez    | 250 cm³          | Hiroshi Aoyama (Honda)              | Álvaro Bautista (Aprilia)            | Marco Simoncelli (Gilera)           | Alex Debón (Aprilia)                    | Álvaro Bautista (Aprilia)               |
| 59      | 2009 | Jerez    | MotoGP           | Valentino Rossi (Yamaha)            | Dani Pedrosa (Honda)                 | Casey Stoner (Ducati)               | Jorge Lorenzo (Yamaha)                  | Valentino Rossi (Yamaha)                |
|         |      |          |                  |                                     |                                      |                                     |                                         |                                         |
| 60      | 2010 | Jerez    | 125 cm³          | Pol Espargaró (Derbi)               | Nicolás Terol (Aprilia)              | Esteve Rabat (Aprilia)              | Marc Márquez (Derbi)                    | Sandro Cortese (Derbi)                  |
| 60      | 2010 | Jerez    | Moto2            | Toni Elías (Moriwaki)               | Shōya Tomizawa (Suter)               | Thomas Lüthi (Moriwaki)             | Shōya Tomizawa (Suter)                  | Toni Elías (Moriwaki)                   |
| 60      | 2010 | Jerez    | MotoGP           | Jorge Lorenzo (Yamaha)              | Dani Pedrosa (Honda)                 | Valentino Rossi (Yamaha)            | Dani Pedrosa (Honda)                    | Dani Pedrosa (Honda)                    |
|         |      |          |                  |                                     |                                      |                                     |                                         |                                         |
| 61      | 2011 | Jerez    | 125 cm³          | Nicolás Terol (Aprilia)             | Jonas Folger (Aprilia)               | Johann Zarco (Derbi)                | Sandro Cortese (Aprilia)                | Héctor Faubel (Aprilia)                 |
| 61      | 2011 | Jerez    | Moto2            | Andrea Iannone (Suter)              | Thomas Lüthi (Suter)                 | Simone Corsi (FTR)                  | Stefan Bradl (Kalex)                    | Andrea Iannone (Suter)                  |
| 61      | 2011 | Jerez    | MotoGP           | Jorge Lorenzo (Yamaha)              | Dani Pedrosa (Honda)                 | Nicky Hayden (Ducati)               | Casey Stoner (Honda)                    | Valentino Rossi (Ducati)                |
|         |      |          |                  |                                     |                                      |                                     |                                         |                                         |
| 62      | 2012 | Jerez    | Moto3            | Romano Fenati (FTR-Honda)           | Luis Salom (Kalex-KTM)               | Sandro Cortese (KTM)                | Álex Rins (Suter-Honda)                 | Romano Fenati (FTR-Honda)               |
| 62      | 2012 | Jerez    | Moto2            | Pol Espargaró (Kalex)               | Marc Márquez (Suter)                 | Thomas Lüthi (Suter)                | Marc Márquez (Suter)                    | Randy Krummenacher (Kalex)              |
| 62      | 2012 | Jerez    | MotoGP           | Casey Stoner (Honda)                | Jorge Lorenzo (Yamaha)               | Dani Pedrosa (Honda)                | Jorge Lorenzo (Yamaha)                  | Cal Crutchlow (Yamaha)                  |
|         |      |          |                  |                                     |                                      |                                     |                                         |                                         |
| 63      | 2013 | Jerez    | Moto3            | Maverick Viñales (KTM)              | Luis Salom (KTM)                     | Jonas Folger (Kalex-KTM)            | Álex Rins (KTM)                         | Luis Salom (KTM)                        |
| 63      | 2013 | Jerez    | Moto2            | Esteve Rabat (Kalex)                | Scott Redding (Kalex)                | Pol Espargaró (Kalex)               | Esteve Rabat (Kalex)                    | Esteve Rabat (Kalex)                    |
| 63      | 2013 | Jerez    | MotoGP           | Dani Pedrosa (Honda)                | Marc Márquez (Honda)                 | Jorge Lorenzo (Yamaha)              | Jorge Lorenzo (Yamaha)                  | Jorge Lorenzo (Yamaha)                  |
|         |      |          |                  |                                     |                                      |                                     |                                         |                                         |
| 64      | 2014 | Jerez    | Moto3            | Romano Fenati (KTM)                 | Efrén Vázquez (Honda)                | Álex Rins (Honda)                   | Jack Miller (KTM)                       | Álex Rins (Honda)                       |
| 64      | 2014 | Jerez    | Moto2            | Mika Kallio (Kalex)                 | Dominique Aegerter (Suter)           | Jonas Folger (Kalex)                | Mika Kallio (Kalex)                     | Jonas Folger (Kalex)                    |
| 64      | 2014 | Jerez    | MotoGP           | Marc Márquez (Honda)                | Valentino Rossi (Yamaha)             | Dani Pedrosa (Honda)                | Marc Márquez (Honda)                    | Marc Márquez (Honda)                    |
|         |      |          |                  |                                     |                                      |                                     |                                         |                                         |
| 65      | 2015 | Jerez    | Moto3            | Danny Kent (Honda)                  | Miguel Oliveira (KTM)                | Brad Binder (KTM)                   | Fabio Quartararo (Honda)                | Brad Binder (KTM)                       |
| 65      | 2015 | Jerez    | Moto2            | Jonas Folger (Kalex)                | Johann Zarco (Kalex)                 | Esteve Rabat (Kalex)                | Esteve Rabat (Kalex)                    | Álex Rins (Kalex)                       |
| 65      | 2015 | Jerez    | MotoGP           | Jorge Lorenzo (Yamaha)              | Marc Márquez (Honda)                 | Valentino Rossi (Yamaha)            | Jorge Lorenzo (Yamaha)                  | Jorge Lorenzo (Yamaha)                  |
|         |      |          |                  |                                     |                                      |                                     |                                         |                                         |
| 66      | 2016 | Jerez    | Moto3            | Brad Binder (KTM)                   | Nicolò Bulega (KTM)                  | Francesco Bagnaia (Mahindra)        | Nicolò Bulega (KTM)                     | Brad Binder (KTM)                       |
| 66      | 2016 | Jerez    | Moto2            | Sam Lowes (Kalex)                   | Jonas Folger (Kalex)                 | Álex Rins (Kalex)                   | Sam Lowes (Kalex)                       | Álex Rins (Kalex)                       |
| 66      | 2016 | Jerez    | MotoGP           | Valentino Rossi (Yamaha)            | Jorge Lorenzo (Yamaha)               | Marc Márquez (Honda)                | Valentino Rossi (Yamaha)                | Valentino Rossi (Yamaha)                |
|         |      |          |                  |                                     |                                      |                                     |                                         |                                         |
| 67      | 2017 | Jerez    | Moto3            | Arón Canet (Honda)                  | Romano Fenati (Honda)                | Joan Mir (Honda)                    | Jorge Martín (Honda)                    | Andrea Migno (KTM)                      |
| 67      | 2017 | Jerez    | Moto2            | Álex Márquez (Kalex)                | Francesco Bagnaia (Kalex)            | Miguel Oliveira (KTM)               | Álex Márquez (Kalex)                    | Franco Morbidelli (Kalex)               |
| 67      | 2017 | Jerez    | MotoGP           | Dani Pedrosa (Honda)                | Marc Márquez (Honda)                 | Jorge Lorenzo (Ducati)              | Dani Pedrosa (Honda)                    | Dani Pedrosa (Honda)                    |
|         |      |          |                  |                                     |                                      |                                     |                                         |                                         |
| 68      | 2018 | Jerez    | Moto3            | Philipp Oettl (KTM)                 | Marco Bezzecchi (KTM)                | Marcos Ramírez (KTM)                | Jorge Martín (Honda)                    | Alonso López (Honda)                    |
| 68      | 2018 | Jerez    | Moto2            | Lorenzo Baldassarri (Kalex)         | Miguel Oliveira (KTM)                | Francesco Bagnaia (Kalex)           | Lorenzo Baldassarri (Kalex)             | Lorenzo Baldassarri (Kalex)             |
| 68      | 2018 | Jerez    | MotoGP           | Marc Márquez (Honda)                | Johann Zarco (Yamaha)                | Andrea Iannone (Suzuki)             | Cal Crutchlow (Honda)                   | Marc Márquez (Honda)                    |
|         |      |          |                  |                                     |                                      |                                     |                                         |                                         |
| 69      | 2019 | Jerez    | Moto3            | Niccolò Antonelli (Honda)           | Tatsuki Suzuki (Honda)               | Celestino Vietti (KTM)              | Lorenzo Dalla Porta (Honda)             | John McPhee (Honda)                     |
| 69      | 2019 | Jerez    | Moto2            | Lorenzo Baldassarri (Kalex)         | Jorge Navarro (Speed Up)             | Augusto Fernández (Kalex)           | Jorge Navarro (Speed Up)                | Lorenzo Baldassarri (Kalex)             |
| 69      | 2019 | Jerez    | MotoGP           | Marc Márquez (Honda)                | Álex Rins (Suzuki)                   | Maverick Viñales (Yamaha)           | Fabio Quartararo (Yamaha)               | Marc Márquez (Honda)                    |
|         |      |          |                  |                                     |                                      |                                     |                                         |                                         |
| 70      | 2020 | Jerez    | Moto3            | Albert Arenas (KTM)                 | Ai Ogura (Honda)                     | Tony Arbolino (Honda)               | Tatsuki Suzuki (Honda)                  | Sergio García (Honda)                   |
| 70      | 2020 | Jerez    | Moto2            | Luca Marini (Kalex)                 | Tetsuta Nagashima (Kalex)            | Jorge Martín (Kalex)                | Jorge Martín (Kalex)                    | Tetsuta Nagashima (Kalex)               |
| 70      | 2020 | Jerez    | MotoGP           | Fabio Quartararo (Yamaha)           | Maverick Viñales (Yamaha)            | Andrea Dovizioso (Ducati)           | Fabio Quartararo (Yamaha)               | Marc Márquez (Honda)                    |
|         |      |          |                  |                                     |                                      |                                     |                                         |                                         |
| 71      | 2021 | Jerez    | MotoE            | Alessandro Zaccone (Energica)       | Dominique Aegerter (Energica)        | Jordi Torres (Energica)             | Eric Granado (Energica)                 | Eric Granado (Energica)                 |
| 71      | 2021 | Jerez    | Moto3            | Pedro Acosta (KTM)                  | Romano Fenati (Husqvarna)            | Jeremy Alcoba (Honda)               | Tatsuki Suzuki (Honda)                  | Izan Guevara (GasGas)                   |
| 71      | 2021 | Jerez    | Moto2            | Fabio Di Giannantonio (Kalex)       | Marco Bezzecchi (Kalex)              | Sam Lowes (Kalex)                   | Remy Gardner (Kalex)                    | Sam Lowes (Kalex)                       |
| 71      | 2021 | Jerez    | MotoGP           | Jack Miller (Ducati)                | Francesco Bagnaia (Ducati)           | Franco Morbidelli (Yamaha)          | Fabio Quartararo (Yamaha)               | Fabio Quartararo (Yamaha)               |
|         |      |          |                  |                                     |                                      |                                     |                                         |                                         |
| 72      | 2022 | Jerez    | MotoE (Rennen 1) | Eric Granado (Energica)             | Dominique Aegerter (Energica)        | Matteo Ferrari (Energica)           | Miquel Pons (Energica)                  | Héctor Garzó (Energica)                 |
| 72      | 2022 | Jerez    | MotoE (Rennen 2) | Eric Granado (Energica)             | Miquel Pons (Energica)               | Mattia Casadei (Energica)           | Miquel Pons (Energica)                  | Eric Granado (Energica)                 |
| 72      | 2022 | Jerez    | Moto3            | Izan Guevara (GasGas)               | Sergio García (GasGas)               | Jaume Masiá (KTM)                   | Izan Guevara (GasGas)                   | Izan Guevara (GasGas)                   |
| 72      | 2022 | Jerez    | Moto2            | Ai Ogura (Kalex)                    | Arón Canet (Kalex)                   | Tony Arbolino (Kalex)               | Sam Lowes (Kalex)                       | Ai Ogura (Kalex)                        |
| 72      | 2022 | Jerez    | MotoGP           | Francesco Bagnaia (Ducati)          | Fabio Quartararo (Yamaha)            | Aleix Espargaró (Aprilia)           | Francesco Bagnaia (Ducati)              | Francesco Bagnaia (Ducati)              |
|         |      |          |                  |                                     |                                      |                                     |                                         |                                         |
| 73      | 2023 | Jerez    | Moto3            | Iván Ortolá (KTM)                   | David Alonso (GasGas)                | Jaume Masiá (Honda)                 | Deniz Öncü (KTM)                        | Ryusei Yamanaka (GasGas)                |
| 73      | 2023 | Jerez    | Moto2            | Sam Lowes (Kalex)                   | Pedro Acosta (Kalex)                 | Alonso López (Boscoscuro)           | Sam Lowes (Kalex)                       | Sam Lowes (Kalex)                       |
| 73      | 2023 | Jerez    | MotoGP           | Francesco Bagnaia (Ducati)          | Brad Binder (KTM)                    | Jack Miller (KTM)                   | Aleix Espargaró (Aprilia)               | Francesco Bagnaia (Ducati)              |
|         |      |          |                  |                                     |                                      |                                     |                                         |                                         |
| 74      | 2024 | Jerez    | Moto3            | Collin Veijer (Husqvarna)           | David Muñoz (KTM)                    | Iván Ortolá (KTM)                   | David Alonso (CFMOTO)                   | Ryusei Yamanaka (KTM)                   |
| 74      | 2024 | Jerez    | Moto2            | Fermín Aldeguer (Boscoscuro)        | Joe Roberts (Kalex)                  | Manuel González (Kalex)             | Fermín Aldeguer (Boscoscuro)            | Joe Roberts (Kalex)                     |
| 74      | 2024 | Jerez    | MotoGP           | Francesco Bagnaia (Ducati)          | Marc Márquez (Ducati)                | Marco Bezzecchi (Ducati)            | Marc Márquez (Ducati)                   | Francesco Bagnaia (Ducati)              |

Rekordsieger Fahrer: Ángel Nieto (11)